# Nemapogon lagodechiellus
Nemapogon lagodechiellus är en fjärilsart som beskrevs av Aleksei Konstantinovich Zagulajev 1962. Nemapogon lagodechiellus ingår i släktet Nemapogon och familjen äkta malar. Inga underarter finns listade i Catalogue of Life.